# Island Line (MTR)
Island Line – zelektryfikowana linia systemu Mass Transit Railway w Hongkongu. Linia biegnie od Kennedy Town w dzielnicy Central and Western do Chai Wan w dzielnicy Eastern. Została otwarta 31 maja 1985 roku, składa się z 17 stacji. Całkowity przejazd na tej linii zajmuje około 34 minut.

## Historia
Rząd Hongkongu podjął decyzję o budowie nowej linii MTR w grudniu 1980 roku. 31 maja 1985 roku linia została ukończona i rozpoczęła działalność. Początkowo biegła on tylko od stacji Chai Wan do stacji Admiralty. Później linia została wydłużona do stacji Central. Po wydłużeniu linii zostały także wydłużone składy obsługujące tę linię. 
Po wydłużeniu Kwun Tong Line w 1989 roku, stacja Quarry Bay stała się stacją przesiadkową pomiędzy tymi dwoma liniami. Po pewnym czasie władze doszły do wniosku, że nowa stacja przesiadkowa jest coraz bardziej obciążona. W 1998 roku zdecydowano o przebudowaniu stacji North Point i zaadaptowaniu jej także jako stację przesiadkową między Kwun Tong Line i Island Line, w celu odciążenia stacji Quarry Bay. Nowa stacja przesiadkowa została otwarta 27 września 2001 roku, zapewniała ona wygodniejszy i szybszy transfer pomiędzy liniami. 4 sierpnia 2002 stacje Quarry Bay i North Point stały się stacjami przesiadkowymi z nową linią Tseung Kwan O Line.
W 2009 roku podjęto decyzję o przedłużeniu linii do Kennedy Town. 28 grudnia 2014 oddano do użytku wydłużoną część linii, oddano do użytku także nowe stacje, jednakże stacja Sai Ying Pun została oddana do użytku z opóźnieniem, 29 marca 2015 roku. 

## Przebieg
Island Line w największym stopniu, spośród wszystkich linii MTR, odzwierciedla linie metra w Londynie typu deep level. Większa część linii oraz większość stacji została wybudowana głęboko pod ziemią, z powodu braku wolego miejsca na powierzchni oraz z powodu planowania przebiegu linii pod najbardziej ruchliwym ulicami miasta. 
Linia przebiega przez teren trzech dzielnic Central and Western, Wan Chai i Eastern, wzdłuż północnego wybrzeża wyspy Hongkong. Linia posiada bezpośrednie stacje przesiadkowe z dwoma liniami Tsuen Wan Line i Tseung Kwan O Line oraz pośrednio poprzez stację Central z liniami Tung Chung Line i Airport Express.

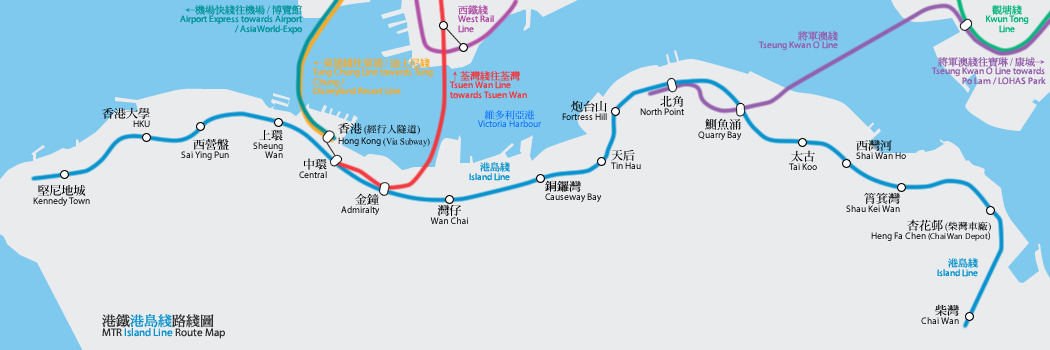
Przebieg Island Line